# فرودگاه استیجاری همپتون رودز
فرودگاه اختصاصی همپتن رود (به انگلیسی: Hampton Roads Executive Airport) یک فرودگاه همگانی بهره‌برداری هوایی است که یک باند فرود آسفالت دارد و طول باند آن ۱۲۳۶ متر است. این فرودگاه در شهر نورفوک، ویرجینیا کشور ایالات متحده آمریکا قرار دارد و در ارتفاع ۷ متری از سطح دریا واقع شده‌است.